# Надрензе
Надрензе (њем. Nadrensee) општина је у њемачкој савезној држави Мекленбург-Западна Померанија. Једно је од 54 општинска средишта округа Икер-Рандов. Према процјени из 2010. у општини је живјело 379 становника. Посједује регионалну шифру (AGS) 13062039.

## Географски и демографски подаци
Надрензе се налази у савезној држави Мекленбург-Западна Померанија у округу Икер-Рандов. Општина се налази на надморској висини од 40 метара. Површина општине износи 20,7 km². У самом мјесту је, према процјени из 2010. године, живјело 379 становника. Просјечна густина становништва износи 18 становника/km².